# UNIFFAC Cup 1999
Der UNIFFAC Cup 1999 war die erste und bisher einzige Ausspielung der offiziellen zentralafrikanischen Meisterschaft im Fußball und fand vom 7. bis zum 14. November in der Gabun statt. Organisiert vom zentralafrikanischen Fußball-Verband UNIFFAC nahmen sechs der acht Mitglieder teil. Ursprünglich war geplant in zwei Gruppen zu vier Teams die Teilnehmer am Halbfinale auszuspielen. Nachdem aber Kamerun und die DR Kongo ihre Teilnahme kurz vor Turnierbeginn abgesagt hatten, entschied man die  sechs verbliebenen Mannschaften in einer Ligarunde Jeder gegen Jeden den Turniersieger ausspielen zu lassen. Alle Spiele wurden im Stade Omar Bongo in Libreville ausgetragen.
Das Turnier ist nicht zu verwechseln mit dem seit 2003 ausgetragenen CEMAC Cup für die sechs Länder der CEMAC, der die DR Kongo und São Tomé und Príncipe nicht angehören.

## Das Turnier
| Pl. | Land                         | Sp. | S | U | N | Tore    | Diff. | Punkte |
| --- | ---------------------------- | --- | - | - | - | ------- | ----- | ------ |
| 1.  | Gabun                        | 5   | 4 | 1 | 0 | 008:000 | +8    | 13     |
| 2.  | Zentralafrikanische Republik | 5   | 3 | 0 | 2 | 013:800 | +5    | 09     |
| 3.  | Tschad                       | 5   | 3 | 0 | 2 | 009:600 | +3    | 09     |
| 4.  | Republik Kongo               | 5   | 2 | 1 | 2 | 005:700 | −2    | 07     |
| 5.  | Äquatorialguinea             | 5   | 1 | 0 | 4 | 005:110 | −6    | 03     |
| 6.  | São Tomé & Príncipe          | 5   | 1 | 0 | 4 | 002:100 | −8    | 03     |

|                              |   |                              |      |
| 7. November                  |   |                              |      |
| Tschad                       | – | Zentralafrikanische Republik | 1:1* |
| Gabun                        | – | Äquatorialguinea             | 4:0  |
| 8. November                  |   |                              |      |
| Tschad                       | – | Zentralafrikanische Republik | 1:4  |
| 10. November                 |   |                              |      |
| Republik Kongo               | – | Äquatorialguinea             | 2:1  |
| Tschad                       | – | Sao Tome & Principe          | 5:0  |
| Gabun                        | – | Zentralafrikanische Republik | 1:0  |
| 11. November                 |   |                              |      |
| Republik Kongo               | – | Tschad                       | 0:2  |
| Gabun                        | – | São Tomé & Príncipe          | 1:0  |
| Äquatorialguinea             | – | Zentralafrikanische Republik | 4:2  |
| 12. November                 |   |                              |      |
| Republik Kongo               | – | São Tomé & Príncipe          | 1:0  |
| 13. November                 |   |                              |      |
| Gabun                        | – | Republik Kongo               | 0:0  |
| Tschad                       | – | Äquatorialguinea             | 1:0  |
| São Tomé & Príncipe          | – | Zentralafrikanische Republik | 0:3  |
| 14. November                 |   |                              |      |
| Zentralafrikanische Republik | – | Republik Kongo               | 4:2  |
| São Tomé & Príncipe          | – | Äquatorialguinea             | 2:0  |
| Gabun                        | – | Tschad                       | 2:0  |

* In der 45. Minute wegen Platzregens abgebrochen.